# Protoclytra
Protoclytra is een geslacht van kevers uit de familie bladkevers (Chrysomelidae).
De wetenschappelijke naam van het geslacht werd in 1905 gepubliceerd door Julius Weise.

## Soorten
- Protoclytra angolensis Medvedev, 1987
- Protoclytra damarensis Medvedev, 1987
- Protoclytra kalaharica Medvedev, 1993
- Protoclytra namaquensis Medvedev, 1993
- Protoclytra namibica Medvedev, 1993
- Protoclytra ornatipennis Medvedev, 1993
- Protoclytra pseudorugosa Medvedev, 1987
- Protoclytra somaliensis Medvedev & Regalin, 1998
- Protoclytra subglabrata Medvedev, 1993
- Protoclytra transvaalica Medvedev, 1993
- Protoclytra tuberculata Medvedev, 1993